# Бакинская стачка (1904)
Бакинская стачка 1904 года — стачка рабочих в Баку, организованная независимым профсоюзом 13(26) декабря 1904 года. Она стала первым в истории рабочего движения России примером заключения коллективного договора с нефтепромышленниками.

## Причины
Баку в начале XX века стал крупнейшим городом Закавказья и одним из крупнейших промышленных центров всей империи. Основным видом производства в городе была нефтедобыча. На долю нефтепромыслов Баку приходилось около 95 % всей российской нефтедобычи и более 50 % мировой. Бурное развитие нефтяной промышленности привело к быстрому росту рабочего класса города, который рекрутировался как из местных крестьян, так и из приезжих: русских, армян, грузин, персов. Условия жизни рабочих были ужасными. Жили в бараках. Рабочий получал менее одного рубля в день, чего от силы хватало на пропитание самого рабочего, но совершенно не хватало, чтобы содержать семью. Бытовые условия — ужасны. Все окрестности нефтепромыслов были загрязнены нефтью и продуктами её распада, в том числе вода в колодцах. Рабочие были вынуждены собирать дождевую воду для питья и приготовления пищи. Женщины тряпками собирали нефть вблизи месторождений, чтобы использовать её для отопления жилья.
Наряду с огромными прибылями нефтяных магнатов: Нобеля, Ротшильда, Манташева, Гукасова и др. — положение рабочих все более ухудшалось. После небольших уступок, завоеванных рабочими во время всеобщей забастовки в Баку в июле 1903 года, капиталисты усилили нажим. Рабочий день достигал 12 — 15 часов. Заработная плата не превышала в среднем 60 копеек в день. Бесконечные сверхурочные работы, массовые штрафы, грабеж со стороны подрядчиков, полный произвол администрации, никуда не годные жилища-казармы (грязные и тесные), в комнатках которых ютилось до 80 человек, — все это лишь приблизительно характеризовало тяжелое положение рабочих-нефтяников.
В Баку действовало две крупных социалистических организации: местное отделение РСДРП, которое входило в большевистскую фракцию и «Организация Балаханских и Биби-Эйбатских рабочих», созданная Ильёй Шендриковым . Отделение РСДРП насчитывало около 300 человек, тогда как в организации Шендрикова состояло до 4000 человек. В ноябре 1904 года шендриковцы выпустили общие требования к нефтепромышленникам, которые включали в себя введение 8-часового рабочего дня, отмену штрафов и сверхурочных работ, обратного приема на работу всех уволенных рабочих, улучшения жилищных условий.

Отделение РСДРП выступило против стачки. Александр Митрофанович Стопани, один из руководителей бакинских большевиков, писал Ленину в Женеву:
Бакинский комитет не хотел забастовки  в это время: на 2/3 работы были приостановлены самими нефтепромышленникамиИ.С. Багирова. «Политические партии и организации Азербайджана в начале XX века»
Забастовка, однако охватила все месторождения, в ней участвовало до 50.000 рабочих. Тогда бакинское отделение РСДРП присоединилось к стачке, создав свой собственный стачечный комитет, в который вошли Джапаридзе (Алеша); Иван Фиолетов, Стопани А. М.; от гнчакистов — Тигран Арутюнян, Тер-Вартанян, Тер-Даниелян, Минас.
В январе стачком большевиков пошёл на переговоры с нефтепромышленниками и те согласились на их требования. Однако рабочие, следуя указаниям организации Шендрикова, продолжили забастовку и начали жечь нефтяные вышки. Только 30 декабря на территории завода «Электрическая сила» в присутствии огромной толпы рабочих представители шендриковской организации и нефтепромышленники подписали первый в истории России коллективный договор.

## Требования бастующих
Требования состояли из 34 пунктов, которые были составлены на основе главнейших требований, выдвинутых на рабочих собраниях. Они отражали полностью основные нужды рабочих.
Основные требования:
1. Полной свободы рабочих собраний, свободы слова и печати.
2. Свободы союзов, касс и стачек.
3. Немедленного созыва Всероссийского Учредительного собрания из представителей всего населения всей России, без различия веры и национальности.
4. Всеобщего, прямого, равного и тайного избирательного права. Затем идут лозунги: Долой царское самодержавие! Да здравствует самодержавие народа, долой войну! Да здравствует восьмичасовый рабочий день! Да здравствует двухдневное празднование 1 мая!
Затем дальше идут требования экономические:
1) совершенная отмена воскресных работ;
2) отмена всяких отрядных работ;
3) безусловная отмена сверхурочных работ;
4) отмена подрядчиков всякого рода;
5) немедленное введение трехсменной системы работ для рабочих буровых партий, масленщиков, кочегаров, а также для тартальщиков, где это ещё не введено;
6) введение трехсменной же системы работ для помощников машинистов и промысловых приказчиков.
В области зарплаты:
1) обязательное повышение зарплаты через каждые полгода для всех рабочих, занятых на заводах, фабриках и мастерских;
2) заработная плата производится полностью за все семь дней, как поденным, так и месячным, хотя бы с 2-х часов дня кануна праздника и в самый праздник (воскресенье) работы и не производились. Это время — отдых рабочего, и он должен оплачиваться.
3) Всякие прогулы, происшедшие по вине капиталиста, как отсутствие работы или стачки рабочих, местная (заводская) или всеобщая, вызванная общим гнетом рабочего класса, а также дни демонстраций и празднования 1 мая оплачиваются полностью обычной заработной платой.
Дальше идут пункты: об увольнении рабочих лишь с согласия выборных от рабочих; то же и в отношении приема на работу; об отмене штрафов; о квартирах и квартирной плате, о питании рабочих и организации при заводах столовых. В области образования: об открытии новых школ, народных домов; в области медико-санитарной: об открытии новых больниц, а также об отпусках и вежливом обращении администрации с рабочими.

## События
Накануне забастовки стачечный комитет заседал всю ночь совместно с Бакинским комитетом РСДРП. В состав стачкома от большевиков входили Стопани, Алеша Джапаридзе, Ваня Фиолетов. Активнейшее участие в руководстве стачкой принимали Бобровский, Петр Монтин, Бобровская-Зеликсон и другие. На этом ночном совещании были выработаны общие требования рабочих.
С утра 13(26) декабря члены стачкома и все бакинские большевики разошлись по промыслам и заводам.
Среди рабочих было заметно большое оживление. Всюду, куда бы ни приходили большевики, их окружали группы рабочих, спрашивая о выработанных требованиях. Все только и говорили о стачке.
Уже в 6 часов утра первыми забастовали рабочие завода Каспийско-Черноморского нефтепромышленного общества. Вот как сообщает об этом в своем донесении от 14 декабря 1904 года министру внутренних дел вице-губернатор, действительный статский советник П. А. Лилеев:
«Забастовка рабочих в Балаханах началась в 6 часов утра с завода Каспийско-Черноморского нефтепромышленного общества, затем перешла на промыслы Нобеля и Манташева и, наконец, весьма быстро распространилась по всем промыслам Балахано-Сабунчинского района, а равно на Биби-Эйбат и на заводы Белого городка» .
Группы рабочих переходили от одного промысла к другому, всюду прекращая работу.
К полудню забастовали и рабочие Чёрного города. В этот же день прекратила работу «Электрическая сила», благодаря чему остановились работы на многих промыслах, которые получали энергию с этой станции. Прекратили работу рабочие фирм Нобеля, Ротшильда, «Московского товарищества» и других, всего до 40 фирм; общее число бастующих достигло 40 тысяч.
Телефонное сообщение районов с городом было прервано забастовщиками. Стачка в первый же день стала всеобщей, распространившись на промысловый и заводской районы.
На второй день стачки (14(27) декабря) вышла прокламация Бакинского комитета большевиков «Ко всем рабочим». В ней говорилось: «Чаша страданий и притеснений переполнилась… Каково бы ни было наше отношений к об’явлению войны капиталистам в данный момент, мы обязаны приложить все наши усилия, чтобы победа осталась за нами, рабочими. Но не забывайте, товарищи, — подчеркивалось в прокламации, — (вспомните прошлогоднюю стачку), что никакая наша победа над капиталистами не будет прочна, пока наш главный враг, друг и приятель наших капиталистов — царское самодержавие не будет повергнуто в прах».
У горы Степана Разина собралось огромное собрание рабочих (около 3 тысяч человек). Большевистские ораторы призывали держаться стойко, разъясняли рабочим, что успех стачки зависит от сплоченной и дружной борьбы всех рабочих. Также слово брали представители Шендриковцев.
Как, только началась стачка, местные власти оказались в полной растерянности. В Петербург и Тифлис полетели донесения о стачке. Из Тифлиса запросили присылки немедленной военной помощи в виде двух стрелковых батальонов. Вице-губернатор города Баку Лилеев очень опасался захвата забастовщиками местных учреждений власти (банк, почта, телефон, железнодорожные станции) и поэтому в первый же день забастовки распорядился установить усиленную охрану этих мест. С полдня и на промыслах появились разъезды из казаков и полиции. В городе было введено военное положение. Полиция и казаки начали разгонять митинги и собрания. Но где бы ни появлялись казаки и полиция, рабочие встречали их, забрасывая камнями и палками, провозглашая политические лозунги. Начались аресты (было арестовано около 200 человек в первые дни стачки). Многие, из арестованных были посажены и тюрьму «в порядке охраны» на, сроки от 6 дней до 3 месяцев. На более решительные действия местные власти пока не решались, ожидая подкреплений.
Возмущение рабочих усилилось особенно после того, как стало известно, что нефтепромышленники с помощью небольшой части несознательных рабочих начали работу на промыслах «Олеум», Набатова, Мухтарова и других. Вокруг этих промыслов собрались большие группы рабочих, требовавшие прекращения работы. К этому времени подоспела и полиция во главе с бакинским уездным начальником и бакинским полицмейстером. Рабочие силой остановили работу на промыслах «Олеум», Набатова, Борна и «Шихово». Полиция, а позднее и казачьи разъезды вступили в борьбу с рабочими, защищая штрейкбрехеров. Рабочие оказали решительное сопротивление. В полицию и казаков дождем посыпались камни, гайки, палки. Особенно бурные события разыгрались у промысла Мухтарова и Балаханского товарищества. Подхорунжий Мачнев приказал казакам стрелять в рабочих. За весь день было убито 5 рабочих и ранено около 40 (точное число раненых установить невозможно, ибо из опасения репрессий рабочие унесли сами часть раненых и лечили их тайно).
Затем, спустя три-четыре часа Биби-Эйбатскому приставу дали знать, что на промысле «Олеум» рабочие бьют окна и промысловых рабочих, желающих работать. Сообщив немедленно об этом по телефону Уездному начальнику, пристав отправился на место буйства и здесь застал большую толпу рабочих, вооруженных дубинками. Толпа эта при появлении пристава с городовыми остановилась, но, теснимая сзади командою полицейской стражи во главе с офицером, бросилась вправо от шоссе на промысел Набатова. Здесь пристав выяснил, что ещё на промысле «Олеум» разбушевавшиеся рабочие напали на двух стоявших у ворот стражников полицейской стражи и, свалив их, отняла у них ружья. В то время, когда упомянутая выше толпа просилась на промысел Набатова, приставу дали знать, что другая толпа числом до 300 человек громит промысел «Шихово». Прибыв на этот промысел, пристав застал эту толпу, причем часть её направилась к нему, а остальная часть засела за валом. В это время на Биби-Эйбатские промысла прибыл Бакинский уездный начальник с командой стражников, и Полицейский пристав, присоединившись к нему, доложили о положении дела. На промысле Мухтарова, встретив отпор со стороны рабочих промысла, полиция вступила с ними в драку, во время которой произведенными выстрелами из револьверов, кинжалами и палками нанесены многим нападавшим ранения и один рабочий был убит. По произведенному подсчету раненых оказалось 18 человек (в том числе девять армян и восемь лезгин), в том числе пятеро — тяжко. Из рабочих же промысла Мухтарова поранено только двое. В тот же день, то есть 23 Декабря, в районе Балахано-Сабунчинских нефтяных промыслов рабочие пыталась произвести беспорядки на промыслах Нобеля и разбить окна в жилых помещениях, но попытка эта не удалась. Затем до 2-х часов дня ничего не происходило, но затем большая толпа рабочих напала на промысловую контору Нобеля, побила окна, переломала некоторые машины и произвела несколько выстрелов, после чего направилась на промысел Балаханского Товарищества, где также побила все стекла в окнах. Здесь к этой толпе присоединилось ещё две толпы, образовав массу около тысячи человек, преимущественно армян. В это время толпу эту нагнал казачий разъезд от 6-й сотни, в который из толпы стали производить выстрелы из револьверов и бросать камнями. Второму разъезду удалось пробиться сквозь толпу и соединиться с первым, а к тому времени прибыл ещё разъезд 3-й сотни под командой хорунжего Мачнева.. Хорунжий Мачнев многократно предлагал толпе разойтись, не подходить, обещая стрелять. Но толпа, продолжая забрасывать камнями и стреляя, все напирала на казаков, пытаясь их охватить. В это время к месту скопления толпы подоспел Балахано-Сабунчинский полициймейстер, вместе с Товарищем Прокурора Бакинского Окружного суда Бароном Раденом, и просил хорунжего Мачнева не прибегать без крайности к оружию. Но толпа, не внимая увещаниям, все напирала, продолжая стрелять. Тогда по команде хорунжего Мачнева казаками был сделан залп по толпе, причем трое оказались убитыми и пятеро раненными. В числе раненых один татарин, а остальные все армяне. Кроме того задержаны девять человек участников беспорядков. После этого, около 3 часов пополудни, порядок восстановился, но тем не менее казаки совершали усиленные разъезды и от стрелков были высланы патрули. Кроме промыслов Нобеля и Балаханского Товарищества в Балаханах подверглись нападению промысла: Манташева, Кавказ, Сумбатова, Шумахера и Васпуракан, где были побиты стекла и выпущен пар из паровиков, причем на промысле Манташева буровой рабочий Маснеф Надыров, погнавшись за толпой, поранил лезгина Каин-бека Мирза-бек оглы и ещё неизвестного, скрывшегося татарина. Вечером же 23 декабря на промысле Мотовилиха была обнаружена попытка поджечь буровую вышку.
В ночь на 25 Декабря на шестом промысле Товарищества бр. Нобель в Романах начался пожар, продолжавшийся всю ночь и уничтоживший 16 вышек у Нобеля, 6 — у Московского Товарищества и до 30 саженей деревянной забойки. Всего от пожара убыток составил около 150 тысяч руб. Пожар начался одновременно с двух рядом стоящих вышек Нобеля и вследствие сильного ветра и отсутствия, по причине забастовки, пара и воды быстро распространился на соседние вышки. Полиция считает, что это был поджог. Начальник Бакинского губернского жандармского управления, в своем донесении в Департамент полиции от 27 декабря пишет:

 "22 декабря положение без изменения; Комиссия от нефтепромышленников вошла в соглашение с представителями рабочих, установив норму в 9 часов денной и 8 ночной, на 23-е с утра предполагалось везде начать работу. 23-го на всех промыслах и в мастерских были даны утренние свистки, но начали работу не все бастующие рабочие. Около 8 часов утра на Биби-Эйбатских промыслах собралась толпа бастующих и напала на промысел "Олеум", спустила пар и начала выгонять рабочих, отняв у двух полицейских стражников винтовки. Остановив работы у "Олеум", толпа тремя партиями перешла на другие промысла, где продолжала буйствовать. На заводе Мухтарова рабочие отказались подчиниться требованию пришедшей толпы и бросить работу, произошла драка, сопровождаемая выстрелами. В результате: один рабочий убит, два ранены. Такие же драки со стрельбой произошли и на других промыслах, начавших работу. По сделанному подсчету в приемном покое оказалось: один убитый, пять тяжело раненных и 13 - легко. Прибывшими казаками порядок был восстановлен, но работы на всех промыслах прекратились. В тот же день, близ Балаханов, около "Каспийского Трубопровода" собралась сходка бастующих Балахано- Сабунчинского района, не пожелавших стать в этот день на работу, и 3 часов пополудни в количестве 500 человек отправилась на Промыслы Нобеля, произвела буйство, разбила: контору, квартиры управляющего и заведывающего промыслами, кочегарку. Разгромив промысла Нобеля, толпа пошла по шоссе к Балаханскому Нефтепромышленному Обществу, где также разбила кочегарку и повыбивала окна, но подоспевшие в это время два казачьих разъезда соединились, толпа была задержана и, желая смять казаков, начала бросать в них камнями и стрелять из револьверов. Начальник разъезда хорунжий Мочнев произвел в толпу залп. Оказалось три убитых и шесть раненых. День закончился благополучно. 24- го с утра были сделаны попытки к новой сходке близ Балаханов, но патрулирующие войска не позволяли собираться, и сходка не состоялась. Вечером были подожжены промысла Нобеля и Московско- Кавказского Общества. У Нобеля сгорело 16, а в Обществе - шесть буровых вышек. Забастовка продолжается".

## Итоги
К 31 декабря стачка распространилась на большинство предприятий Баку. Начались митинги и демонстрации, которые не прекратились и с вводом войск. Стойкость и организованность рабочих вынудила предпринимателей пойти на переговоры со стачкомом, по итогам которых был заключен первый в истории России коллективный договор. По колдоговору был установлен 9-часовой рабочий день для всех рабочих, а для ночных смен и буровых партий — 8-часовой. Зарплата была увеличена с 80 копеек до 1 рубля, был введен ежемесячный 4-дневный оплачиваемый отпуск. Капиталисты обязались улучшить жилищные условия рабочих.

## Значение
Это была крупная победа рабочего движения, в результате которой бакинский пролетариат оказался передовым отрядом всего рабочего класса страны. «Это была действительно победа бедняков-пролетариев над богачами-капиталистами, — писал Сталин, — победа, положившая начало „новым порядкам“ в нефтяной промышленности». В результате стачки, добавлял он, «установился известный порядок, известная „конституция“, в силу которой мы получили возможность выражать свою волю через своих делегатов, сообща договариваться с нефтепромышленниками, сообща устанавливать с ними взаимные отношения».
Бакинская стачка явилась началом революционного подъёма не только в Закавказье, но и стала сигналом для январско-февральских выступлений по всей России.
О том, какие настроения вызвало победоносное окончание стачки в правительственных кругах, свидетельствует следующая любопытная выдержка из отношения главноначальствующего гражданской частью на Кавказе министру внутренних дел. В ней сообщается, что «проявленная нефтепромышленниками уступчивость… обратила на себя внимание Его Императорского Величества Государя Императора, так как уступчивость эта может отразиться чрезвычайно неблагоприятными последствиями на других фабричных и заводских районах».
Весьма символичным и ценным представляется достижение в результате борьбы соглашения между работниками и работодателями о социальном партнерстве(в современных терминах), идея которого нашла своё выражение в социальной и правовой мысли на новом витке российской истории и которая институционально закреплена ныне в действующем законодательстве о труде, профессиональных союзах, союзах предпринимателей, И. В. Сталин обоснованно определил такое состояние отношений между трудящимися и предпринимателями как Конституция, если бы такое состояние было сохранено и развитие социально-партнерских отношений пошло бы в этом направлении, закрепилось бы в цивилизованных формах, риск социальных катаклизмов был бы значительно снижен и удалось бы избежать многих жертв в ходе последующего социально-политического переустройства России.

## В литературе
В первой части («На рассвете») автобиографической трилогии П. Бляхина описываются события Бакинской стачки.